# 高辻武邦
高辻 武邦（たかつじ たけくに、1896年（明治29年）10月1日 - 1963年（昭和38年）3月21日）は、日本の内務官僚、政治家。第2代富山県知事（1948年11月23日 - 1956年9月30日、2期）。孫に第6代北海道知事を経て参議院議員となった高橋はるみ、元日本海ガス・日本海ガス絆ホールディングス社長で、富山県知事の新田八朗がいる。

## 経歴
富山県出身。高岡市・高辻喜作の二男。旧制富山県立高岡中学校、旧制第二高等学校卒業。1922年、文官高等試験に合格。1923年、東京帝国大学法学部政治学科を卒業。内務省に入省。山口県属。引揚援護院次長を経て、官選最後の大阪府知事（第35代・1947年3月11日 - 1947年4月12日）。
その後、当時富山県知事を務めていた館哲二に招かれて副知事となるも、1948年に館が公職追放によって辞任。後継の知事選に出馬し、当選して富山県知事を2期務めた。その後1960年の総選挙に無所属で出馬したが落選した。
1963年3月21日死去。享年66。

## 人物
趣味は読書。宗教は真宗。住所は富山県富山市舟橋南町。

## 家族・親族
高辻家
- 妻・みさを（1905年 - 不明、富山、谷村常三の孫）[6]
- 子[6]